# 차드 축구 국가대표팀
차드 축구 국가대표팀(프랑스어: Équipe du Tchad de football)은 차드를 대표하는 축구 국가대표팀으로 차드 축구 연맹에서 관리한다. 아프리카 축구 최약체로 평가되는 팀들 가운데 하나로 1961년 12월 25일 코트디부아르와의 친선 경기에서 국제 A매치 첫 경기를 치렀으며 현재 스타드 옴니스포르트 이드리스 마하마트 우야를 홈 구장으로 사용하고 있다.

## 국제 대회 경력

### FIFA 월드컵
현재까지 월드컵 본선 경험은 전무하며 2018년 FIFA 월드컵 아프리카 지역 예선 4경기에서 2승 2패를 기록하며 승률면에서는 그나마 가장 나은 성적을 기록했다.

### 아프리카 네이션스컵
월드컵과 마찬가지로 아프리카 네이션스컵 본선 경험도 전무하며 그나마 1992년 아프리카 네이션스컵 예선 6경기에서 2승 2무 2패로 차드 축구 역사상 메이저 대회 예선 최다 승점 기록을 경신했다.

## 기타 국제 대회 경력
CEMAC컵에서는 10번의 대회 중 2014년 대회에서 국제 대회 사상 첫 우승컵을 들어올렸고 2005년 대회에서 준우승을 차지했으며 UDEAC컵에서는 7번의 대회 중 2번의 대회(1986년, 1987년)에서 준우승을 차지했다.

## FIFA 월드컵 (본선)
| 년도   | 결과      | 순위      | 경기      | 승        | 무*       | 패        | 득점      | 실점      | 승점      |
| ------ | --------- | --------- | --------- | --------- | --------- | --------- | --------- | --------- | --------- |
| 1930년 | 독립 이전 | 독립 이전 | 독립 이전 | 독립 이전 | 독립 이전 | 독립 이전 | 독립 이전 | 독립 이전 | 독립 이전 |
| 1934년 | 독립 이전 | 독립 이전 | 독립 이전 | 독립 이전 | 독립 이전 | 독립 이전 | 독립 이전 | 독립 이전 | 독립 이전 |
| 1938년 | 독립 이전 | 독립 이전 | 독립 이전 | 독립 이전 | 독립 이전 | 독립 이전 | 독립 이전 | 독립 이전 | 독립 이전 |
| 1950년 | 독립 이전 | 독립 이전 | 독립 이전 | 독립 이전 | 독립 이전 | 독립 이전 | 독립 이전 | 독립 이전 | 독립 이전 |
| 1954년 | 독립 이전 | 독립 이전 | 독립 이전 | 독립 이전 | 독립 이전 | 독립 이전 | 독립 이전 | 독립 이전 | 독립 이전 |
| 1958년 | 독립 이전 | 독립 이전 | 독립 이전 | 독립 이전 | 독립 이전 | 독립 이전 | 독립 이전 | 독립 이전 | 독립 이전 |
| 1962년 | 없음      | 없음      | 없음      | 없음      | 없음      | 없음      | 없음      | 없음      | 없음      |
| 1966년 | 비회원국  | 비회원국  | 비회원국  | 비회원국  | 비회원국  | 비회원국  | 비회원국  | 비회원국  | 비회원국  |
| 1970년 | 비회원국  | 비회원국  | 비회원국  | 비회원국  | 비회원국  | 비회원국  | 비회원국  | 비회원국  | 비회원국  |
| 1974년 | 비회원국  | 비회원국  | 비회원국  | 비회원국  | 비회원국  | 비회원국  | 비회원국  | 비회원국  | 비회원국  |
| 1978년 | 비회원국  | 비회원국  | 비회원국  | 비회원국  | 비회원국  | 비회원국  | 비회원국  | 비회원국  | 비회원국  |
| 1982년 | 비회원국  | 비회원국  | 비회원국  | 비회원국  | 비회원국  | 비회원국  | 비회원국  | 비회원국  | 비회원국  |
| 1986년 | 비회원국  | 비회원국  | 비회원국  | 비회원국  | 비회원국  | 비회원국  | 비회원국  | 비회원국  | 비회원국  |
| 1990년 | 비회원국  | 비회원국  | 비회원국  | 비회원국  | 비회원국  | 비회원국  | 비회원국  | 비회원국  | 비회원국  |
| 1994년 | 불참      | 불참      | 불참      | 불참      | 불참      | 불참      | 불참      | 불참      | 불참      |
| 1998년 | 불참      | 불참      | 불참      | 불참      | 불참      | 불참      | 불참      | 불참      | 불참      |
| 2002년 | 예선 탈락 | 예선 탈락 | 예선 탈락 | 예선 탈락 | 예선 탈락 | 예선 탈락 | 예선 탈락 | 예선 탈락 | 예선 탈락 |
| 2006년 | 예선 탈락 | 예선 탈락 | 예선 탈락 | 예선 탈락 | 예선 탈락 | 예선 탈락 | 예선 탈락 | 예선 탈락 | 예선 탈락 |
| 2010년 | 예선 탈락 | 예선 탈락 | 예선 탈락 | 예선 탈락 | 예선 탈락 | 예선 탈락 | 예선 탈락 | 예선 탈락 | 예선 탈락 |
| 2014년 | 예선 탈락 | 예선 탈락 | 예선 탈락 | 예선 탈락 | 예선 탈락 | 예선 탈락 | 예선 탈락 | 예선 탈락 | 예선 탈락 |
| 2018년 | 예선 탈락 | 예선 탈락 | 예선 탈락 | 예선 탈락 | 예선 탈락 | 예선 탈락 | 예선 탈락 | 예선 탈락 | 예선 탈락 |
| 2022년 | 예선 탈락 | 예선 탈락 | 예선 탈락 | 예선 탈락 | 예선 탈락 | 예선 탈락 | 예선 탈락 | 예선 탈락 | 예선 탈락 |
| 합계   |           |           |           |           |           |           |           |           |           |

## FIFA 월드컵 (예선)
| 1930년 | 독립 이전                                     | 독립 이전                                     | 독립 이전                                     | 독립 이전                                     | 독립 이전                                     | 독립 이전                                     | 독립 이전                                     |                                               |                                               |
| 1934년 | 독립 이전                                     | 독립 이전                                     | 독립 이전                                     | 독립 이전                                     | 독립 이전                                     | 독립 이전                                     | 독립 이전                                     |                                               |                                               |
| 1938년 | 독립 이전                                     | 독립 이전                                     | 독립 이전                                     | 독립 이전                                     | 독립 이전                                     | 독립 이전                                     | 독립 이전                                     |                                               |                                               |
| 1950년 | 독립 이전                                     | 독립 이전                                     | 독립 이전                                     | 독립 이전                                     | 독립 이전                                     | 독립 이전                                     | 독립 이전                                     |                                               |                                               |
| 1954년 | 독립 이전                                     | 독립 이전                                     | 독립 이전                                     | 독립 이전                                     | 독립 이전                                     | 독립 이전                                     | 독립 이전                                     |                                               |                                               |
| 1958년 | 독립 이전                                     | 독립 이전                                     | 독립 이전                                     | 독립 이전                                     | 독립 이전                                     | 독립 이전                                     | 독립 이전                                     |                                               |                                               |
| 1962년 | 없음                                          | 없음                                          | 없음                                          | 없음                                          | 없음                                          | 없음                                          | 없음                                          |                                               |                                               |
| 1966년 | 비회원국                                      | 비회원국                                      | 비회원국                                      | 비회원국                                      | 비회원국                                      | 비회원국                                      | 비회원국                                      |                                               |                                               |
| 1970년 | 비회원국                                      | 비회원국                                      | 비회원국                                      | 비회원국                                      | 비회원국                                      | 비회원국                                      | 비회원국                                      |                                               |                                               |
| 1974년 | 비회원국                                      | 비회원국                                      | 비회원국                                      | 비회원국                                      | 비회원국                                      | 비회원국                                      | 비회원국                                      |                                               |                                               |
| 1978년 | 비회원국                                      | 비회원국                                      | 비회원국                                      | 비회원국                                      | 비회원국                                      | 비회원국                                      | 비회원국                                      |                                               |                                               |
| 1982년 | 비회원국                                      | 비회원국                                      | 비회원국                                      | 비회원국                                      | 비회원국                                      | 비회원국                                      | 비회원국                                      |                                               |                                               |
| 1986년 | 비회원국                                      | 비회원국                                      | 비회원국                                      | 비회원국                                      | 비회원국                                      | 비회원국                                      | 비회원국                                      |                                               |                                               |
| 1990년 | 비회원국                                      | 비회원국                                      | 비회원국                                      | 비회원국                                      | 비회원국                                      | 비회원국                                      | 비회원국                                      |                                               |                                               |
| 1994년 | 불참                                          | 불참                                          | 불참                                          | 불참                                          | 불참                                          | 불참                                          | 불참                                          |                                               |                                               |
| 1998년 | 불참                                          | 불참                                          | 불참                                          | 불참                                          | 불참                                          | 불참                                          | 불참                                          |                                               |                                               |
| 2002년 | 2                                             | 0                                             | 1                                             | 1                                             | 0                                             | 1                                             | 1                                             |                                               |                                               |
| 2006년 | 2                                             | 1                                             | 0                                             | 1                                             | 3                                             | 3                                             | 3                                             |                                               |                                               |
| 2010년 | 6                                             | 2                                             | 0                                             | 4                                             | 7                                             | 11                                            | 6                                             |                                               |                                               |
| 2014년 | 2                                             | 1                                             | 0                                             | 1                                             | 2                                             | 2                                             | 3                                             |                                               |                                               |
| 2018년 | 4                                             | 2                                             | 0                                             | 2                                             | 3                                             | 6                                             | 6                                             |                                               |                                               |
| 2022년 | 2                                             | 0                                             | 1                                             | 1                                             | 1                                             | 3                                             | 1                                             |                                               |                                               |
| 합계   | 18                                            | 6                                             | 2                                             | 10                                            | 16                                            | 26                                            | 20                                            |                                               |                                               |
| 순위   | 월드컵 예선 승점 순위 : 167위 (아프리카 40위) | 월드컵 예선 승점 순위 : 167위 (아프리카 40위) | 월드컵 예선 승점 순위 : 167위 (아프리카 40위) | 월드컵 예선 승점 순위 : 167위 (아프리카 40위) | 월드컵 예선 승점 순위 : 167위 (아프리카 40위) | 월드컵 예선 승점 순위 : 167위 (아프리카 40위) | 월드컵 예선 승점 순위 : 167위 (아프리카 40위) | 월드컵 예선 승점 순위 : 167위 (아프리카 40위) | 월드컵 예선 승점 순위 : 167위 (아프리카 40위) |

## 아프리카 네이션스컵
- 1962년 ~ 1988년 - 비회원국
- 1992년 - 예선 탈락
- 1994년 - 예선 도중 기권
- 1996년 ~ 1998년 - 불참
- 2000년 ~ 2008년 - 예선 탈락
- 2010년 - 예선 도중 실격
- 2012년 ~ 2015년 - 예선 탈락
- 2017년 - 예선 도중 기권
- 2019년 - 실격
- 2021년 - 예선 탈락

### 아프리카 네이션스컵 (예선)
| 아프리카 네이션스컵 예선 기록 | 아프리카 네이션스컵 예선 기록 | 아프리카 네이션스컵 예선 기록 | 아프리카 네이션스컵 예선 기록 | 아프리카 네이션스컵 예선 기록 | 아프리카 네이션스컵 예선 기록 | 아프리카 네이션스컵 예선 기록 | 아프리카 네이션스컵 예선 기록 |
| 년도                          | 경기                          | 승                            | 무*                           | 패                            | 득점                          | 실점                          | 승점                          |
| ----------------------------- | ----------------------------- | ----------------------------- | ----------------------------- | ----------------------------- | ----------------------------- | ----------------------------- | ----------------------------- |
| 1957년                        | 독립 이전                     | 독립 이전                     | 독립 이전                     | 독립 이전                     | 독립 이전                     | 독립 이전                     | 독립 이전                     |
| 1959년                        | 독립 이전                     | 독립 이전                     | 독립 이전                     | 독립 이전                     | 독립 이전                     | 독립 이전                     | 독립 이전                     |
| 1962년                        | 비회원국                      | 비회원국                      | 비회원국                      | 비회원국                      | 비회원국                      | 비회원국                      | 비회원국                      |
| 1963년                        | 비회원국                      | 비회원국                      | 비회원국                      | 비회원국                      | 비회원국                      | 비회원국                      | 비회원국                      |
| 1965년                        | 비회원국                      | 비회원국                      | 비회원국                      | 비회원국                      | 비회원국                      | 비회원국                      | 비회원국                      |
| 1968년                        | 비회원국                      | 비회원국                      | 비회원국                      | 비회원국                      | 비회원국                      | 비회원국                      | 비회원국                      |
| 1970년                        | 비회원국                      | 비회원국                      | 비회원국                      | 비회원국                      | 비회원국                      | 비회원국                      | 비회원국                      |
| 1972년                        | 비회원국                      | 비회원국                      | 비회원국                      | 비회원국                      | 비회원국                      | 비회원국                      | 비회원국                      |
| 1974년                        | 비회원국                      | 비회원국                      | 비회원국                      | 비회원국                      | 비회원국                      | 비회원국                      | 비회원국                      |
| 1976년                        | 비회원국                      | 비회원국                      | 비회원국                      | 비회원국                      | 비회원국                      | 비회원국                      | 비회원국                      |
| 1978년                        | 비회원국                      | 비회원국                      | 비회원국                      | 비회원국                      | 비회원국                      | 비회원국                      | 비회원국                      |
| 1980년                        | 비회원국                      | 비회원국                      | 비회원국                      | 비회원국                      | 비회원국                      | 비회원국                      | 비회원국                      |
| 1982년                        | 비회원국                      | 비회원국                      | 비회원국                      | 비회원국                      | 비회원국                      | 비회원국                      | 비회원국                      |
| 1984년                        | 비회원국                      | 비회원국                      | 비회원국                      | 비회원국                      | 비회원국                      | 비회원국                      | 비회원국                      |
| 1986년                        | 비회원국                      | 비회원국                      | 비회원국                      | 비회원국                      | 비회원국                      | 비회원국                      | 비회원국                      |
| 1988년                        | 비회원국                      | 비회원국                      | 비회원국                      | 비회원국                      | 비회원국                      | 비회원국                      | 비회원국                      |
| 1990년                        | 불참                          | 불참                          | 불참                          | 불참                          | 불참                          | 불참                          | 불참                          |
| 1992년                        | 6                             | 2                             | 2                             | 2                             | 6                             | 7                             | 8                             |
| 1994년                        | 2                             | 0                             | 0                             | 2                             | 0                             | 5                             | 0                             |
| 1996년                        | 불참                          | 불참                          | 불참                          | 불참                          | 불참                          | 불참                          | 불참                          |
| 1998년                        | 불참                          | 불참                          | 불참                          | 불참                          | 불참                          | 불참                          | 불참                          |
| 2000년                        | 2                             | 0                             | 2                             | 0                             | 1                             | 1                             | 2                             |
| 2002년                        | 2                             | 1                             | 0                             | 1                             | 4                             | 4                             | 3                             |
| 2004년                        | 4                             | 1                             | 1                             | 2                             | 4                             | 6                             | 4                             |
| 2006년                        | 2                             | 1                             | 0                             | 1                             | 3                             | 3                             | 3                             |
| 2008년                        | 6                             | 0                             | 2                             | 4                             | 3                             | 14                            | 2                             |
| 2010년                        | 6                             | 2                             | 0                             | 4                             | 7                             | 11                            | 6                             |
| 2012년                        | 8                             | 0                             | 3                             | 5                             | 7                             | 20                            | 3                             |
| 2013년                        | 2                             | 1                             | 0                             | 1                             | 3                             | 4                             | 3                             |
| 2015년                        | 2                             | 1                             | 0                             | 1                             | 3                             | 3                             | 3                             |
| 2017년                        | 3                             | 0                             | 0                             | 3                             | 1                             | 8                             | 0                             |
| 2019년                        | 실격                          | 실격                          | 실격                          | 실격                          | 실격                          | 실격                          | 실격                          |
| 2021년                        | 6                             | 0                             | 1                             | 5                             | 2                             | 12                            | 1                             |
| 합계                          | 51                            | 9                             | 11                            | 31                            | 44                            | 98                            | 38                            |

## 주요 선수
- 에제시엘 은두아젤
- 아즈라크 마하마트
- 카를 막스 바르텔레미
- 카시미르 닝가
- 세자르 아바야
- 콩스탕 마드토앙게